# L'Heure Bleue
『L'Heure Bleue』（ルール・ブルー）は、原田知世の20枚目のオリジナル・アルバム。 原田の誕生日である2018年11月28日にリリースされた。初回限定盤はボーナストラック付きSHM-CDとDVDの2枚組。同年12月19日にはアナログ盤も発売された。品番は初回限定盤:UCCJ-9216、通常盤:UCCJ-2161、LPレコード:UCJJ-9016。

## 概要
タイトルの ″ルール・ブルー″ は英語でBlue Hour(ブルーアワー)を意味し、日の出前と日の入り後の時間帯に発生する、空が神秘的な濃い青色に染まる現象のこと。
オリジナル・アルバムとしては『noon moon』からおよそ4年6カ月ぶりのリリースとなる。プロデュースは、2007年のアルバム『music & me』以来長きに亘り原田の作品に関わっている伊藤ゴローが担当し、ほとんどの楽曲の作曲・編曲を手掛けている。ほかにKIRINJIの堀込高樹、土岐麻子、元チャットモンチーの高橋久美子、キセルの辻村豪文、モノンクルの角田隆太、角銅真実など、多彩なミュージシャンが楽曲制作に携わっている。
発売日の夜には、「Tomoyo Harada ″L’Heure Bleue″ Release Party」と題された記念イベントが大手町プレイス内のカフェ & レストラン・バー ″Lady Blue″ にて開催され、その席で原田はアルバムのタイトルに込めた想いを、「年々、時間が経つのを早く感じるようになり、だからこそこれから先一瞬一瞬を大切にして過ごしていきたいと思うようになりました。時の流れは目に見えないけれど、そういった空の色の変化をしっかりと目に焼きつけるように、これからは生きていきていこうと思っていたときに、この言葉と出合ってタイトルにしました。」と語った。
2019年1月28日には、アルバム発売を記念したコンサート「原田知世 Special Concert 2019 ″L'Heure Bleue″」がNHKホールにて開催された。

## 収録曲

### 初回限定盤 SHM-CD
| 全作曲・編曲: 伊藤ゴロー (特記以外)。 |                                                             |            |                       |      |
| #                                     | タイトル                                                    | 作詞       | 作曲・編曲            | 時間 |
| 1.                                    | 「Hello」                                                   | 原田知世   | 伊藤ゴロー (特記以外) | 4:45 |
| 2.                                    | 「銀河絵日記」                                              | 高橋久美子 | 伊藤ゴロー (特記以外) | 4:48 |
| 3.                                    | 「ping-pong」                                               | 土岐麻子   | 伊藤ゴロー (特記以外) | 4:03 |
| 4.                                    | 「名もなき青」                                              | 角田隆太   | 伊藤ゴロー (特記以外) | 3:30 |
| 5.                                    | 「風邪の薬」                                                | 堀込高樹   | 伊藤ゴロー (特記以外) | 3:18 |
| 6.                                    | 「夢の途中」                                                | 原田知世   | 伊藤ゴロー (特記以外) | 2:41 |
| 7.                                    | 「ショート トリップ」                                       | 角銅真実   | 伊藤ゴロー (特記以外) | 4:19 |
| 8.                                    | 「Hi」                                                      | 角銅真実   | 伊藤ゴロー (特記以外) | 4:24 |
| 9.                                    | 「2月の雲」                                                 | 高橋久美子 | 伊藤ゴロー (特記以外) | 4:45 |
| 10.                                   | 「わたしの夢」(作曲：辻村豪文)                              | 辻村豪文   | 伊藤ゴロー (特記以外) | 3:53 |
| 11.                                   | 「銀河絵日記」(piano version・初回盤のみのボーナストラック) | 高橋久美子 | 伊藤ゴロー (特記以外) | 4:15 |
| 合計時間:                             | 合計時間:                                                   | 合計時間:  | 40:34                 |      |

| 全作曲・編曲: 伊藤ゴロー。 |                             |            |            |      |
| #                          | タイトル                    | 作詞       | 作曲・編曲 | 時間 |
| 1.                         | 「銀河絵日記」(Music Video) | 高橋久美子 | 伊藤ゴロー | 4:50 |

### LP
| 全作曲・編曲: 伊藤ゴロー。 |                |            |            |      |
| #                          | タイトル       | 作詞       | 作曲・編曲 | 時間 |
| 1.                         | 「Hello」      | 原田知世   | 伊藤ゴロー | 4:45 |
| 2.                         | 「銀河絵日記」 | 高橋久美子 | 伊藤ゴロー | 4:48 |
| 3.                         | 「ping-pong」  | 土岐麻子   | 伊藤ゴロー | 4:03 |
| 4.                         | 「名もなき青」 | 角田隆太   | 伊藤ゴロー | 3:30 |
| 5.                         | 「風邪の薬」   | 堀込高樹   | 伊藤ゴロー | 3:18 |
| 合計時間:                  | 合計時間:      | 合計時間:  | 20:24      |      |

| 全作曲: 伊藤ゴロー (特記以外)、全編曲: 伊藤ゴロー。 |                                |            |                       |      |
| #                                                   | タイトル                       | 作詞       | 作曲・編曲            | 時間 |
| 6.                                                  | 「夢の途中」                   | 原田知世   | 伊藤ゴロー (特記以外) | 2:41 |
| 7.                                                  | 「ショート トリップ」          | 角銅真実   | 伊藤ゴロー (特記以外) | 4:19 |
| 8.                                                  | 「Hi」                         | 角銅真実   | 伊藤ゴロー (特記以外) | 4:24 |
| 9.                                                  | 「2月の雲」                    | 高橋久美子 | 伊藤ゴロー (特記以外) | 4:45 |
| 10.                                                 | 「わたしの夢」(作曲：辻村豪文) | 辻村豪文   | 伊藤ゴロー (特記以外) | 3:53 |
| 合計時間:                                           | 合計時間:                      | 合計時間:  | 20:02                 |      |

## 参加ミュージシャン
- vocals: 原田知世
- programing, guitars, acoustic piano: 伊藤ゴロー
- cello: ロビン・デュプイ[7] (M1)
- acoustic piano: 佐藤浩一[8] (M2-5, 8, 9, 11)
- acoustic & electric bass: 鳥越啓介 (M3, 11)
- drums: 辻村豪文 (M10)
- 伊藤彩ストリングカルテット: (M2, 5, 9, 11)
1st violin: 伊藤彩
2nd violin: 沖増菜摘[9]
viola: 三木章子[10]
cello: 村中俊之